# 理查·拉薩魯斯
理查·拉薩魯斯（Richard Lazarus，1922年3月3日—2002年11月24日）， 美国应激理论的现代代表人物之一，1989年获美国心理学会颁发的杰出科学贡献奖。对情绪和适应作了大量的研究。关于应激反应的对付过程，他提出了认知评价的重要性，认为生活过程中的其它因素都是以认知评价为转移的。